# Horace Hayman Wilson
Pour les articles homonymes, voir Horace Wilson.
Horace Hayman Wilson (1785-1860) est un spécialiste de l'Inde, né en Grande-Bretagne. Il est d'abord médecin au service de la Compagnie des Indes. Il fait à Calcutta une étude profonde du sanskrit et est nommé secrétaire de la Société asiatique de cette ville. En 1832, il est nommé professeur de sanskrit à Oxford et y publie plusieurs traductions d'ouvrages indiens.

## Œuvres
On a de lui :
- une traduction en vers d'un poème de Kalidasa, le Meghaduta, (1813) ;
- un Dictionnaire sanscrit, (1819) ;
- Théâtre hindou, Bénarès, (1826-1827),
- une traduction d'une partie du Rig-Veda (1850) ;
- une Grammaire sanscrite ;
- une Histoire de l'Inde anglaise de 1805 à 1835 (Londres, 1846).

Il est associé de l'Institut de France.

## Source
Marie-Nicolas Bouillet  et Alexis Chassang (dir.), « Horace Hayman Wilson » dans Dictionnaire universel d’histoire et de géographie, 1878 (lire sur Wikisource)